# Carl Anton Wetterbergh

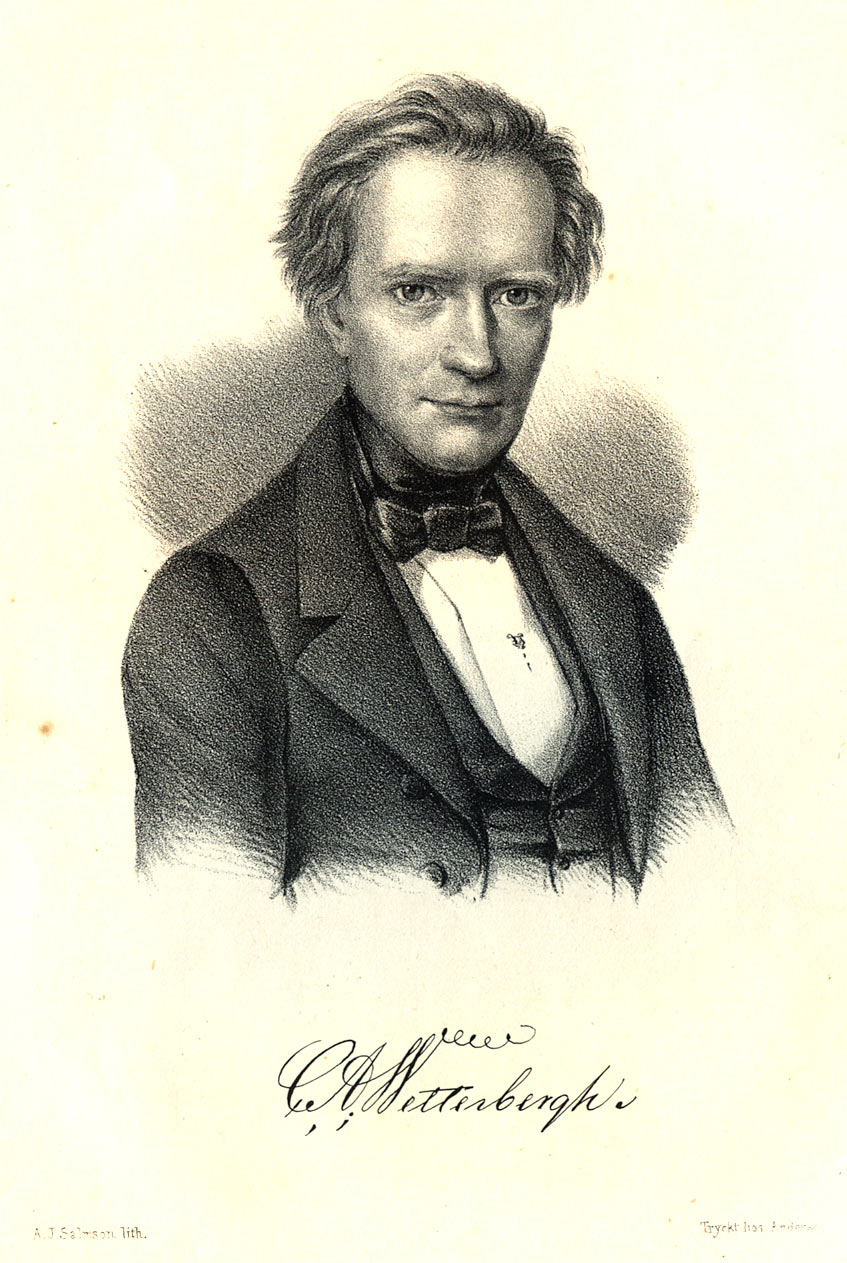
C. A. Wetterbergh i yngre dagar. (Efter förlaga av A J Salmson. Konstnär: Andersson.)

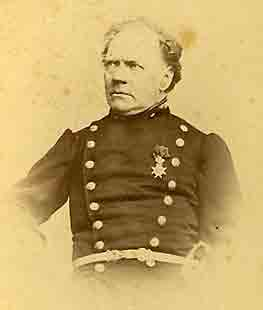
Wetterberg som regementsläkare i Östersund.

Carl Anton Wetterbergh, född 6 juni 1804 i Jönköping, död 31 januari 1889 i Linköping, var en svensk läkare, författare och grafiker, även känd under pseudonymen Onkel Adam.

## Biografi
Han var son utom äktenskapet till hovrättsrådet och konstnären Anders Johan Wetterbergh och Anna Christina Lyckman (Lökman) och från 1837 gift med Hedvig Fredrika Brydolf samt halvbroder till Alexis Wetterbergh. Han växte upp med en frisinnad publicist som far och fick enligt dåtiden en mycket fri uppfostran.
Wetterbergh ägnade sig först åt studier i juridik vid Lunds universitet, men då fadern hade kommit på obestånd sadlade han om och utbildade sig till läkare. Detta skedde under stora umbäranden, då han själv måste försörja sig under studietiden. 1834 blev han medicine licentiat och tjänstgjorde som läkare i Jönköping under Sveriges första koleraepidemi. Han blev slutligen kirurgie magister 1835 och år 1837 utnämndes han till regementsläkare vid Jämtlands fältjägarregemente och bosatte sig som nygift i Östersund. Han grundade år 1845 Jämtlands första tidning, Jämtlands Tidning.
Redan 1832 hade han medarbetat som novellist i Stockholms-Posten. Sedan gjorde han uppehåll i författandet till 1840-talet. I hemmet i Östersund blev bristen på böcker akut. Tre nära dödsfall, bland annat en dotter och Wetterberghs far, gjorde att han började skriva små noveller till tröst, som han sedan högläste för hustrun under de långa vinterkvällarna. En god vän i Stockholm fick ta del av manuskripten och han placerade dem i Aftonbladet. En generalmönstring var den första genremålningen som publicerades den 13 maj 1841. Snart blev signaturen Onkel Adam mycket känd och uppskattad och en av sin tids mest lästa författare. En första samling Genremålningar kom ut 1842 och flera följde i snabb takt under åren 1843–1846. Jfr. bibliografin nedan.
1846 flyttade han till Stockholm och blev biträdande läkare i Styrelsen över fängelser och arbetsinrättningar i riket. Han engagerade sig i det litterära Stockholmslivet och var en av initiativtagarna till Konstnärsgillet. Han var mycket intresserad av tidens politiska och sociala reformkrav. Det präglar också framför allt de romaner han gav ut omkring 1847 till 1849. Onkel Adam var hela sitt liv en demokrat och världsförbättrare, som ville avslöja och peka ut missförhållanden i samhället. Han var medlem i Stockholms Reformsällskap och den 18 mars 1848 håller han tal på en bankett vid Brunkebergstorg om behovet av att avskaffa ståndsriksdagen. I samband därmed utbryter våldsamma upplopp, de s.k. marsoroligheterna och Wetterbergh blir sedermera utfrusen och drar sig tillbaka från politiken.

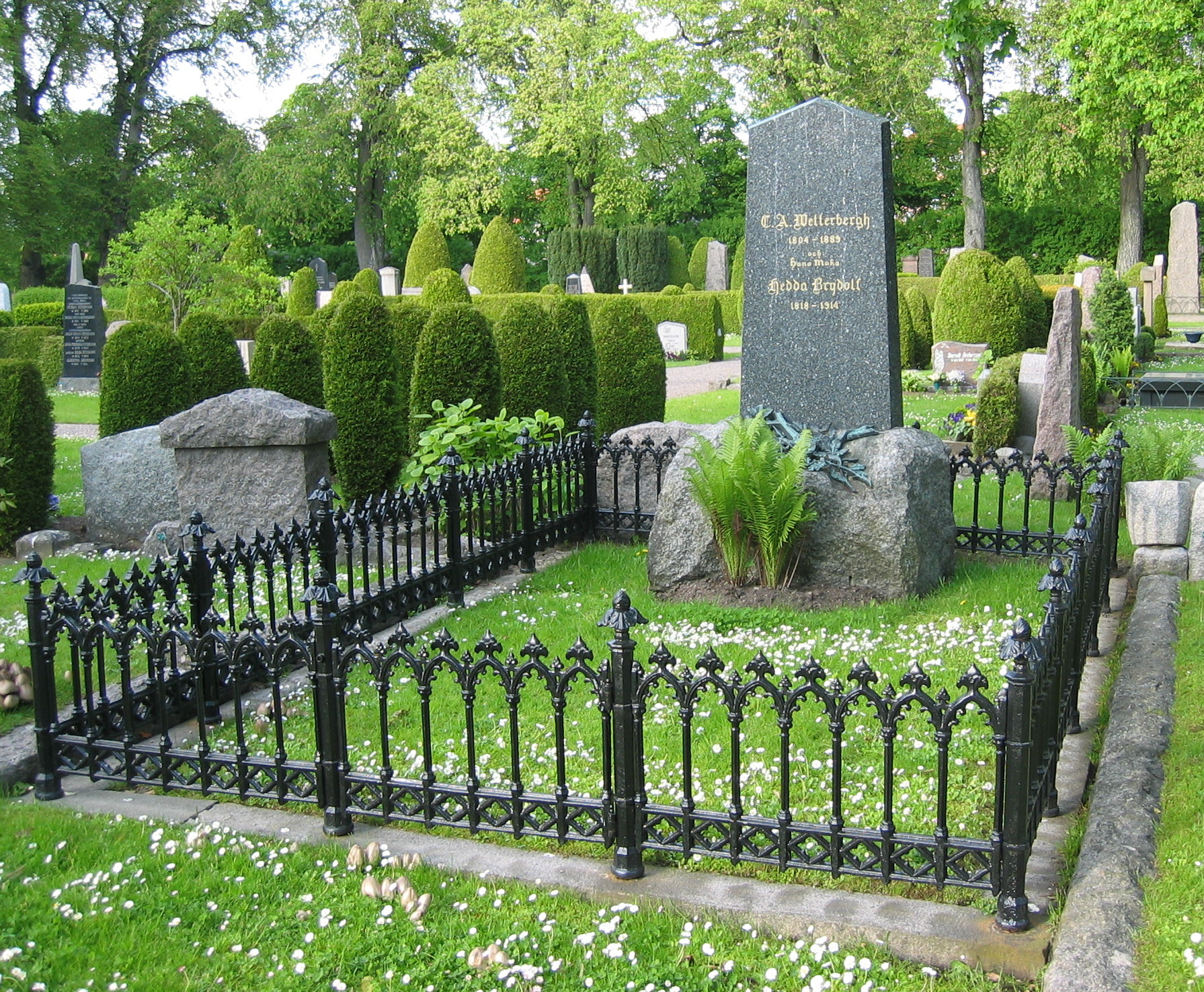
C.A. Wetterbergh och hans maka Hedda Brydolf har sin grav på centrala griftegårdarna i Linköping.

Hans stil var enkel och okonstlad och som han själv uttryckte det: "ju större verkningar man kan frambringa med små medel, dess bättre; konstens högsta uppgift är inte att vara konstig". Tyvärr blev han med tiden allt mera mångordig och han borde ha fortsatt att skriva korta berättelser. Romanerna präglas av bristande komposition och personernas karaktärer sönderfaller under berättelsen gång i flera olika. Hans romaner består egentligen av en serie små situationer som kan vara nog så bra, men de blir aldrig till en helhet. 
Ett förordnande 1848 förde honom till Östergötland som regementsläkare vid Första livgrenadjärregementet. Vid början av 1860-talet miste han lusten att skriva romaner och noveller. Efter en vissamling 1861 ägnade han sig 1862 till 1872 åt att ge ut Linnea, tidning för barn. Den var på flera sätt banbrytande och såg som sin uppgift att både roa och förmedla kunskap. 
Både Snoilsky och Topelius har ägnat Wetterbergh varma hyllningsdikter. Svenska Akademien gav honom 1869 kungliga priset för litterära förtjänster. Hans böcker är översatta till tyska, flera även till danska, engelska, franska och nederländska.

## Konstnärskapet
Liksom sin halvbror Alexis var han konstnärligt intresserad och utövade själv som konstamatör ett konstnärskap. Hans största intresse var illustreringen av skönlitterära bidrag i tidningar, tidskrifter och kalendrar. Förutom att han själv experimenterade att på galvanisk väg framställa träsnitt kommenterade han ofta de teckningar som förekom i tryck. Bland hans grafiska blad finns ett träsnitt av gården Sätra utanför Norrköping.
År 1874 tog Wetterbergh avsked från sin tjänst och drog sig tillbaka. Han dog år 1889 i Linköping. I Linköping finns hans bostad Onkel Adamsgården bevarad. Hans grav finns på Gamla griftegården i Linköping.  
Den 15 september 1927 avtäcktes en minnestavla över Wetterbergh på det hus där han bodde under sin sista tid. Huset hade förvärvats av Linköpings stad och återställts i det skick som gällde då Wetterbergh gick bort.

## Bibliografi

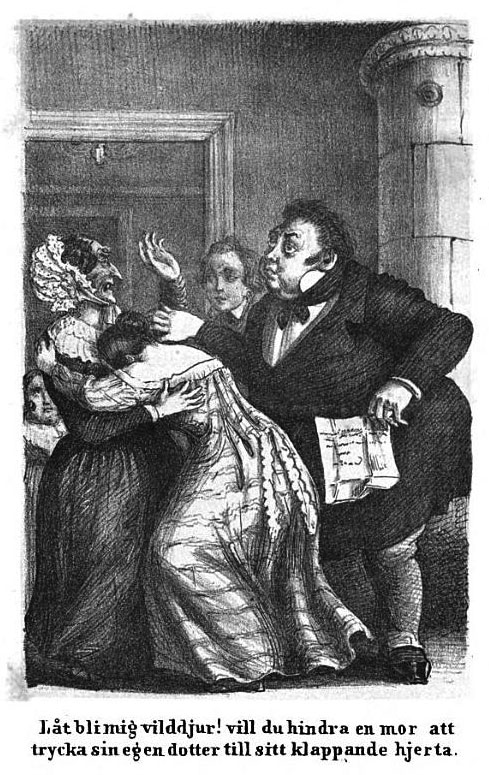
"Låt bli mig vilddjur!"
Illustration ur Berättelser af Onkel Adam av Fritz von Dardel 1854.

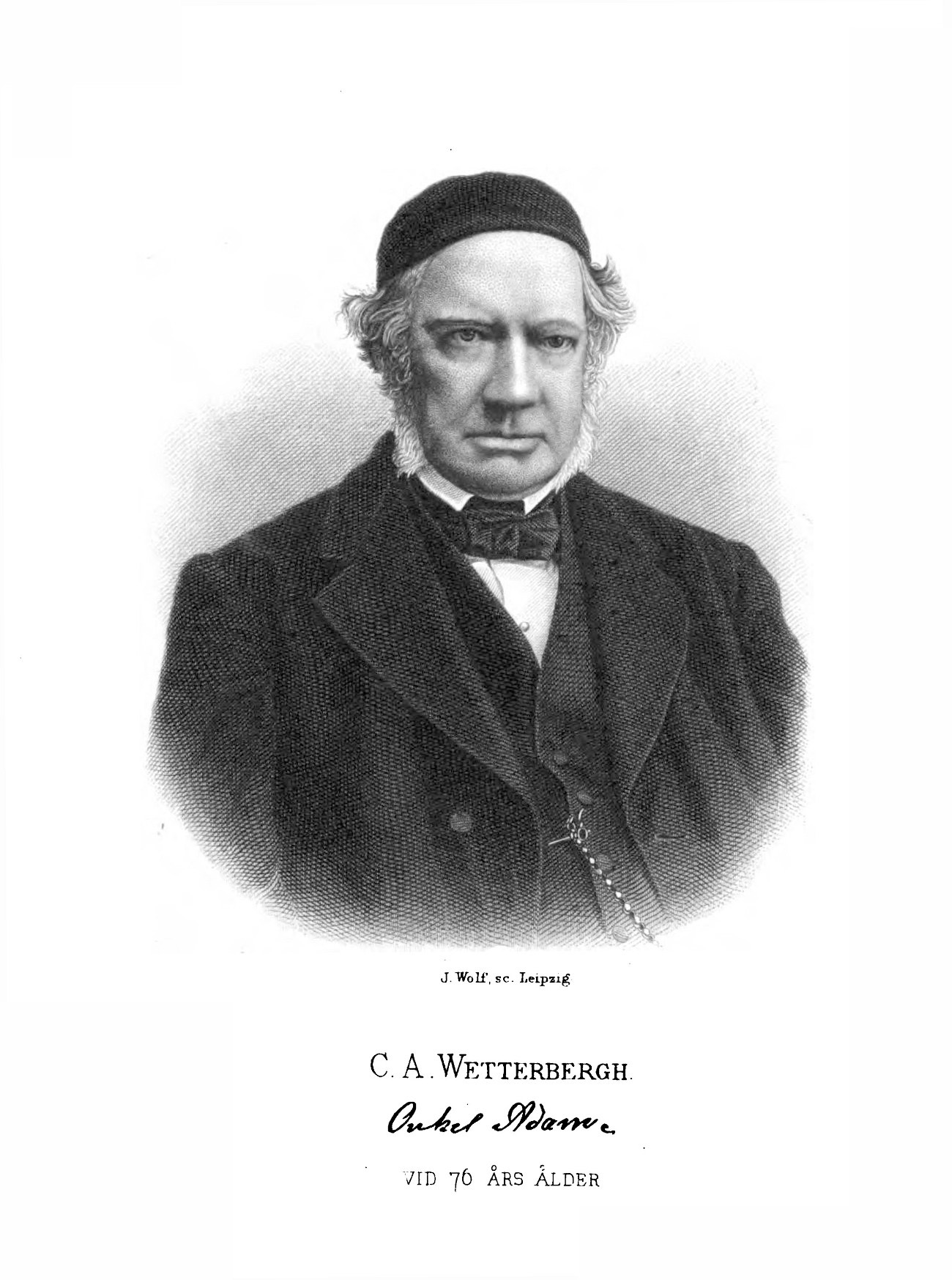
Onkel Adam vid 76 års ålder.
Träsnitt i Svea 1881.

### Skönlitteratur
- En bränvinsupares lefnad och död : sann händelse, tecknad af en läkare. Götheborg. 1841. Libris 3170839
- Pröfningen. Stockholm. 1842. Libris 12059700. https://runeberg.org/profningen/ - Ingår i: Toilette- och theateralmanach, 1842.
- Genremålningar. Stockholm. 1842. Libris 1698884
- De fyra signaturerna : stycken. Lund: Cronholm. 1843. Libris 8834134
- Guvernanten : en genremålning. Norrköping: Durietz. 1843. Libris 1698888. https://runeberg.org/oadamguv/
- Får gå! : en genremålning. Stockholm. 1844. Libris 1698890
- Ett namn : genremålning. Original-bibliothek i den sköna litteraturen af utmärkta förf. ... inom fäderneslandet ; 1845 :3. Norrköping. 1845. Libris 8832904
- Pastors-adjunkten : genremålning. Stockholm: Beckman. 1845. Libris 2158515
- Paralleler. Götheborg: Bonniers. 1846. Libris 2150135
- Penningar och arbete : genremålning. Original-bibliothek i den sköna litteraturen, 99-1233670-4 ; 1847 :1. Norrköping. 1847. Libris 884606
- Altartaflan : genremålning. Original-bibliothek i den sköna litteraturen ; 4 :1 4 1. Norrköping. 1848. Libris 2150096. https://runeberg.org/altartafla/index.htm
- Tännforsen : en jemtlands-historia / med fyra lithografier tecknade af C[arl] T[heodor] Staaff. Stockholm: Rylander. 1848. Libris 2521951
- Hat och kärlek : episoder ur en slägthistoria. Nytt original-bibliothek i den sköna litteraturen ; 1849 :[2]. Stockholm: Östlund & Berling. 1849. Libris 2150111. http://books.google.se/books?id=MIYNAAAAYAAJ&printsec=frontcover&dq=wetterbergh&source=gbs_slider_thumb#v=onepage&q&f=false
- Kapellpresten : skizz ur verkligheten. Stockholm: [Huldberg]. 1849. Libris 1883912. https://runeberg.org/oakapell/
- Olga : berättelse. Stockholm: Rylander. 1850. Libris 3162412
- Kärlek och affärer : genremålning. Stockholm: Rylander. 1852. Libris 1627435
- Träskeden : berättelse. Europeiska följetongen ; 1852 : 1-5. Stockholm: Bonniers. 1852. Libris 2150153
- Herr Simon Sellners rikedomar : episoder ur hvardagslifvet. Norrköping. 1853. Libris 440194. https://runeberg.org/samvetet/
- Suparens ånger : en alldeles ny och lärorik visa. Norrköping: Östlund & Berling. 1853. Libris 10619522
- Tre! : berättelser. Stockholm. 1853. Libris 8834354
- Twå alldeles nya slåtter-wisor : den första : drängen på slåttern, börjas : nu är det soligt och warmt på näset : den andra : pigan, som räfsar, börjas : lill-blomman står uppå gröna ängen : sjunges på sina egna wälklingande och glada melodier. Norrköping: Östlund & Berling. 1853. Libris 10103532
- Wisa för Sweriges indelade soldater / diktad af O. A. Norrköping: Östlund & Berling. 1853. Libris 3049214
- Berättelser / med teckningar af D. [=Fritz von Dardel]. Norrköping. 1854. Libris 8464110. https://runeberg.org/oaberat/ - Innehåll: Pfefferkorns reseminnen ; Minnen från mina informators-år ; P-P-P. Dramatisk skizz i en scen ; Tant Margaretas soiréer.
- Skyddslingen : illustrerad berättelse. Götheborg: Petersen. 1855. Libris 8834183
- Waldemarsborgs fideicommiss. Salong-bibliothek ; 1855:1. Stockholm: Arwidsson. 1854. Libris 1987185
- Hemma! : en genremålning. Salong-bibliothek af svensk och utländsk romanlitteratur, 99-2071978-1 ; 1856:1. Göteborg: Arwidsson. 1856. Libris 2157386
- De "oskälige" och de "osjälige" : tidsbilder från början af mars månad 1857. Wexjö. 1857. Libris 8833022
- Samhällets kärna : några bilderark. Stockholm. 1857. Libris 3303064
- Wästberg, Anna (1857). Styfmorsblommorna : en diktsamling / af Anna A. ; med ett förord af Onkel Adam. Stockholm. Libris 10537909
- Efemerider : 1859. Stockholm: Beckman. 1858-1860. Libris 2159595 - Innehåll: 1. Gubben Lundman och hans vänner. Stycken på vers (Föreningslänken, Min tro). Tankar om svenskarne; 2. Då samtalsämnena tryta. Adam och Eva. Forntid och Nutid. En samvetsfråga till vår tid. En historisk Hörsaga; 3. Nutidens martyrer; 4. Litteraturen, kritiken och Svenska Akademien. Ungdomsvännerna hafva gift sig! När samtalsämnena tryta. Frågvisa barn
- Blad ur Catharina Månsdotters minnesbok : några folkvisor. Norrköping. 1861. Libris 2521895
- Gustaf Nords gesällvandringar och äfventyr hemma och borta. Lund: Gleerup. 1862. Libris 2852365
- Vara och synas : en historia om tvenne sotarepojkar. Öreskrifter för folket, 99-1474700-0 ; 14. Stockholm: Bonniers. 1863. Libris 8834733
- Den hvita pionen ; Blomman bland gatstenarne ; Lillans begge kyrkresor : trenne smärre berättelser. Öreskrifter för folket ; 28. Stockholm: Bonniers. 1867. Libris 1586180
- Små taflor med text. Linköping: F. Wallin. 1869. Libris 2245166
- Får gå! : genremålning. Örebro: Bohlin. 1870. Libris 8820827
- En minnesfest : [undertecknat: O.A. - Onkel Adam.]. Linköping. 1870. Libris 3170844
- Till herr öfversten och kommendören Chr. H. Mörner ... den 20 mars 1871. Verser m.m. till och öfver enskilda ; C 8 :o 13. 1871 : 21. Linköping. 1871. Libris 3170845
- Berättelser, skizzer och noveller. Bd 1. Stockholm: Beijer. 1889. Libris 21770471. http://hdl.handle.net/2077/54098
- Berättelser, skizzer och noveller. Bd 2. Stockholm: Beijer. 1889. Libris 21770103. http://hdl.handle.net/2077/54095
- Samvetet eller Simon Sellners rikedomar : episoder. Stockholm: Beijer. 1891. Libris 8834077. https://runeberg.org/samvetet
- Får gå! : berättelse. Stockholm: Beijer. 1892. Libris 22093154. http://hdl.handle.net/2077/54635

### Varia
- Fattigvården : Några reflexioner öfver dess tillämpning. Af Onkel Adam. Aftryck ur Dagligt Allehanda med tillägg. Stockholm. 1847. Libris 3170843
- Arbetskompagnier och jernvägs-arbeten. Stockholm: Dalman. 1848. Libris 3170838. https://runeberg.org/arbkomp/
- Om behandlingen af den asiatiska choleran inom Dals-Qvarteret i Norrköping. Norrköping. 1853. Libris 10761995. https://runeberg.org/asiaten/
- Taflor af svenska konstnärer. Ser. 1. Stockholm. 1856. Libris 2123039. https://runeberg.org/svkonstnar/1/index.htm
- Taflor af svenska konstnärer. Ser. 2. Stockholm. 1858. Libris 2123040
- Wallander, Josef Wilhelm; Wetterbergh, Carl Anton (1864-1865). Svenska folket : sådant det ännu lefver vid elfvom, på berg och i dalom  : Tjugofyra taflor. Stockholm: Bonniers. Libris 9730949
- Hollberg, Adriana; Wetterbergh, Carl Anton (1866). Husmanskost : En hjelpreda för sparsamma husmödrar. Efter mångårig erfarenhet författad (2. uppl.). Linköping. Libris 2708422. https://runeberg.org/husmans/

### Redaktörskap
- Linnea : tidning för barn. Norrköping: Onkel Adam. 1862-1871. Libris 3074319
- Indebetou, Hedvig (1880). Vintergröna : berättelser och visor för barn / af -ster ; med förord av Onkel Adam ; med 11 originalträsnitt. Stockholm: Flodin. Libris 9386270
- Linnea : en samling sagor, berättelser och poemer  / utg. af Erik Wallin. Stockholm: Beijer. 1888. Libris 1624375
- Onkel Adams Linnea : ånyo utgifven i urval / med teckningar af Jenny Nyström m.fl. ([Ny uppl.]). 1890-1895. Libris 2245525
  -  [Bok 1] / med förord af Lea, samt med 48 teckningar af Jenny Nyström, Gerda Tirén och andra. 1890. Libris 8639902
  -  Bok 2 / med 45 teckningar af Jenny Nyström, Georg Stoopendaal, Gunnar Åberg och andra. 1891. Libris 8636341
  -  Bok 3 / med 60 teckningar af Jenny Nyström... 1892. Libris 2245526
  -  Bok 4 / med 52 teckningar af Jenny Nyström, Oscar Keen, Gerda Tirén och andra. 1893. Libris 10552798
  -  Bok 5 / med 65 teckningar af Gerda Tirén, J. Nyström, Georg Stoopendaal och andra. 1894. Libris 10552804
  -  Bok 6 / med 31 teckningar af Nils Larsson [!], J. Nyström, E. Torsslow och andra. 1895. Libris 8639469

### Samlade och valda verk
- Samlade skrifter. Örebro. 1869-1874. Libris 8208492

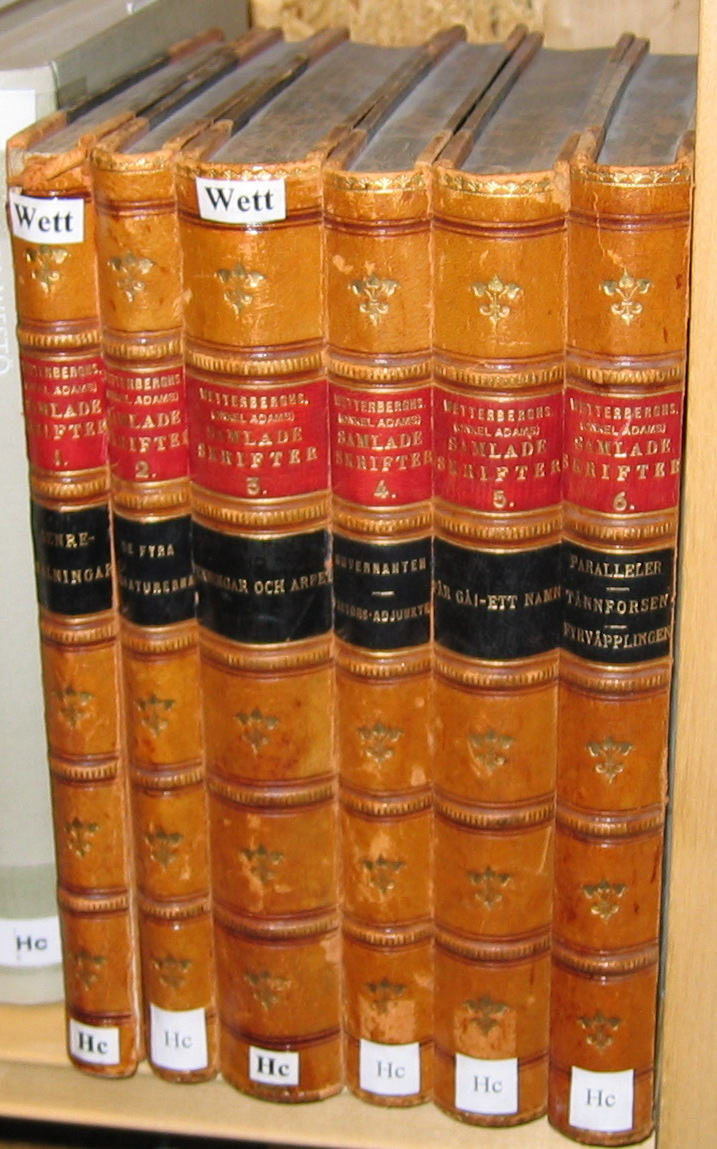
Samlade skrifter (1869-1874).

  -  D. 1, Genremålningar. 1869. Libris 503990. https://runeberg.org/oadamsaml/1/
  -  D. 2, De fyra signaturerna. 1869. Libris 503991. https://runeberg.org/oadamsaml/2/
  -  D. 3, Penningar och arbete. 1869. Libris 503992. https://runeberg.org/oadamsaml/3/
  -  D. 4, Guvernanten   : genremålning ; Pastors-adjunkten. 1870. Libris 503993. https://runeberg.org/oadamsaml/4/
  -  D. 5, Får gå! : genremålning ; Ett namn. 1870. Libris 503994. https://runeberg.org/oadamsaml/5/
  -  D. 6, Paralleler ; Tännforsen : en jemtlands-historia ; Fyrväpplingen : berättelse. 1871. Libris 503995. https://runeberg.org/oadamsaml/6/
  -  D. 7, Hat och kärlek : episoder ur en slägthistoria. 1871. Libris 503996. https://runeberg.org/oadamsaml/7/
  -  D. 8, Träskeden : berättelse ; Grindstugan vid Nygård : en berättelse ; Tre skråköpings-skizzer. 1872. Libris 503997. https://runeberg.org/oadamsaml/8/
  -  D. 9:1, Minnen från mina informators-år ; Tant Margaretas soiréer : genremålningar ; Småstycken. 1872. Libris 503998. https://runeberg.org/oadamsaml/9/
  -  D. 9:2, Mormors spinnrock : en berättelse ; Petter Abel : skizz ; Sorgebarnet : genremålning ; Strumpväfvarens barn   : genremålning ; Pfefferkorns reseminnen ; Småstycken. 1873. Libris 503999. https://runeberg.org/oadamsaml/9-2/
  -  D. 10, Samvetet eller Simon Sellners rikedomar : episoder. 1874. Libris 8208493
- Berättelser, skizzer och noveller : del 1-4. Stockholm: Beijer. 1889. Libris 307356. https://runeberg.org/oadambsn/
- Ur Onkel Adams portfölj : efterlemnade skrifter i urval. Stockholm: Bille. 1889. Libris 21848505 Fulltext: Göteborgs universitetsbibliotek, Projekt Runeberg.

## Priser och utmärkelser
- 1869 – Kungliga priset